# 单鳍䲗
单鳍䲗（学名：Draculo mirabilis）为䲗科单鳍䲗属的鱼类。分布于中国至俄罗斯以及渤海等，属于近海沙底地区底层鱼类。其一般栖息于海底。该物种的模式产地在日本北海道。